# Zisterzienserinnenkloster Piedad Bernarda (Madrid)
Das Zisterzienserinnenkloster Piedad Bernarda ist seit 1535 ein Kloster der Zisterzienserinnen zuerst in Vallecas, ab 1553 in Madrid in Spanien.

## Geschichte
Ein 1473 in Vallecas (heute: Madrid) gestiftetes Nonnenkloster wurde 1535 zisterziensisch und nannte sich Monasterio de Nuestra Señora de la Piedad Bernarda („Maria Erbarmen“ der Bernhardinerinnen). 1553 wechselte der Konvent nach Madrid in die Calle de Alcalá. Dort erinnert heute noch die Calle Virgen de los Peligros an die einstige Kirche mit dem Gnadenbild Nuestra Señora del Peligro („Maria Hilfe aus Gefahr“). Im Zuge der Desamortisation in Spanien wurden die Schwestern 1836 aus ihrem Kloster vertrieben, kamen vorübergehend im Kloster Sacramento unter und siedelten ab 1877 in der Calle Isabel la Católica. Ihr dortiges Kloster brannte 1931 ab. 1939 bezogen sie das Kloster in der Calle Joaquín Costa 49, das sie noch heute bewohnen. Der Konvent wirbt um Berufungen.